# مؤتمر سان فرانسيسكو
مؤتمر الأمم المتحدة للمنظمة الدولية (United Nations Conference on International Organization) أختصارا (UNCIO)، المعروف باسم مؤتمر سان فرانسيسكو (San Francisco Conference) كان اتفاقية بين مندوبين من 50 دولة من الحلفاء حيث جرى المؤتمر من 25 أبريل 1945 إلى 26 يونيو 1945 في سان فرانسيسكو، كاليفورنيا، بالولايات المتحدة الأمريكية. في هذا المؤتمر، قام المندوبون بمراجعة وإعادة كتابة اتفاقيات دمبارتون أوكس للعام السابق. نتج عن الاتفاقية إنشاء ميثاق الأمم المتحدة، والذي فتح باب التوقيع عليه في 26 يونيو، وكان اليوم الأخير من المؤتمر. تم عقد المؤتمر في مواقع مختلفة، في المقام الأول دار أوبرا الحرب التذكارية، مع توقيع الميثاق في 26 يونيو في مسرح هيربست في سيفيك سنتر. ساحة مجاورة للمركز المدني بالمدينة تسمى «ساحة الأمم المتحدة» لإحياء ذكرى المؤتمر.

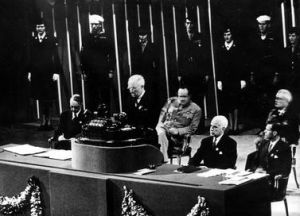
الرئيس ترومان يتحدث في المؤتمر

## المؤتمر

### التحضيرات للمؤتمر
ظهرت أفكار الحلفاء لعالم ما بعد الحرب في إعلان لندن لعام 1941، على الرغم من أن الحلفاء، بما في ذلك الولايات المتحدة، كانوا يخططون لفترة ما بعد الحرب لبعض الوقت بالفعل. كانت فكرة أربعة رجال الشرطة الاربعة هي رؤية الرئيس الأمريكي فرانكلين روزفلت التي تقود فيها الولايات المتحدة والمملكة المتحدة والاتحاد السوفيتي والصين النظام الدولي بعد الحرب العالمية الثانية. وستتولى هذه الدول، مع إضافة فرنسا، المقاعد الدائمة في مجلس الأمن التابع للأمم المتحدة. في مؤتمر فبراير 1945 في مالطا، تم اقتراح أن الأعضاء الدائمين لديهم حق النقض. تم تبني هذا الاقتراح بعد فترة وجيزة في مؤتمر يالطا. أثناء وجودهم في يالطا، بدأوا في إرسال دعوات إلى مؤتمر سان فرانسيسكو حول التنظيم الدولي. تمت دعوة ما مجموعه 46 دولة إلى سان فرانسيسكو، أعلنت جميعها الحرب على ألمانيا واليابان، بعد أن وقعت على إعلان الأمم المتحدة.
دعا المؤتمر مباشرةً أربع دول إضافية: الدنمارك (المحررة حديثًا من الاحتلال النازي) والأرجنتين والجمهوريات السوفيتية بيلاروسيا وأوكرانيا. لم تكن مشاركة هذه الدول خالية من الجدل. كان قرار مشاركة الأرجنتين مضطربًا بسبب المعارضة السوفيتية لعضوية الأرجنتين، بحجة أن الأرجنتين دعمت دول المحور خلال الحرب. عارض العديد من دول أمريكا اللاتينية ضم روسيا البيضاء وأوكرانيا ما لم يتم قبول الأرجنتين. في النهاية، تم قبول الأرجنتين في المؤتمر بدعم من الولايات المتحدة واستمرت الرغبة في مشاركة الاتحاد السوفياتي في المؤتمر.
جاءت مشاركة بيلاروسيا وأوكرانيا في المؤتمر نتيجة تنازل روزفلت وتشرشل إلى جوزيف ستالين الزعيم السوفيتي الذي كان قد طلب في الأصل من جميع جمهوريات الاتحاد السوفيتي الحصول على عضوية في الأمم المتحدة، لكن الحكومة الأمريكية أطلقت اقتراحًا مضادًا. التي تحصل فيها جميع الولايات الأمريكية على عضوية في الأمم المتحدة. شجع الاقتراح المضاد ستالين على حضور مؤتمر يالطا بقبول انضمام أوكرانيا وبيلاروسيا فقط إلى الأمم المتحدة. كان القصد من ذلك ضمان توازن القوى داخل الأمم المتحدة، والتي، في رأي السوفييت، كانت غير متوازنة تجاه الدول الغربية. لهذا تم إجراء تعديلات على دساتير الجمهوريتين المعنيتين بحيث تم تقييد الخاضعين القانونيين الدوليين لبيلاروسيا وأوكرانيا بينما كانوا لا يزالون جزءًا من الاتحاد السوفيتي. [بحاجة لمصدر]
بما يخص بولندا، على الرغم من توقيع إعلان الأمم المتحدة لم تحضر المؤتمر لأنه لم يكن هناك توافق في الآراء بشأن تشكيل الحكومة البولندية بعد الحرب. لذلك تم ترك مسافة فارغة للتوقيع البولندي. تم تشكيل الحكومة البولندية الجديدة بعد المؤتمر (28 يونيو) ووقعت ميثاق الأمم المتحدة في 15 أكتوبر، مما جعل بولندا واحدة من الدول المؤسسة للأمم المتحدة.

### افتتاح المؤتمر
في 25 أبريل 1945، بدأ المؤتمر في سان فرانسيسكو، الولايات المتحدة. وحضر المؤتمر 850 مندوباً ومستشارين وموظفين وموظفي الأمانة، وبلغ عدد الحضور 3500 شخص. بالإضافة إلى ذلك، حضر المؤتمر 2500 من ممثلي وسائل الإعلام ومراقب من العديد من المنظمات والجمعيات. حدد إيرل وارين، حاكم كاليفورنيا، فكرة المؤتمر في خطابه الترحيبي:
نحن ندرك أن مستقبلنا مرتبط بمستقبل العالم حيث أصبح مصطلح «حسن الجوار» اعتبارًا عالميًا. لقد تعلمنا أن فهم مشاكل بعضنا البعض هو أعظم ضمان للسلام. وهذا الفهم الحقيقي يأتي فقط كنتيجة للاستشارة المجانية. هذا المؤتمر دليل في حد ذاته على المفهوم الجديد لحسن الجوار والوحدة الذي يجب الاعتراف به في الشؤون العالمية.

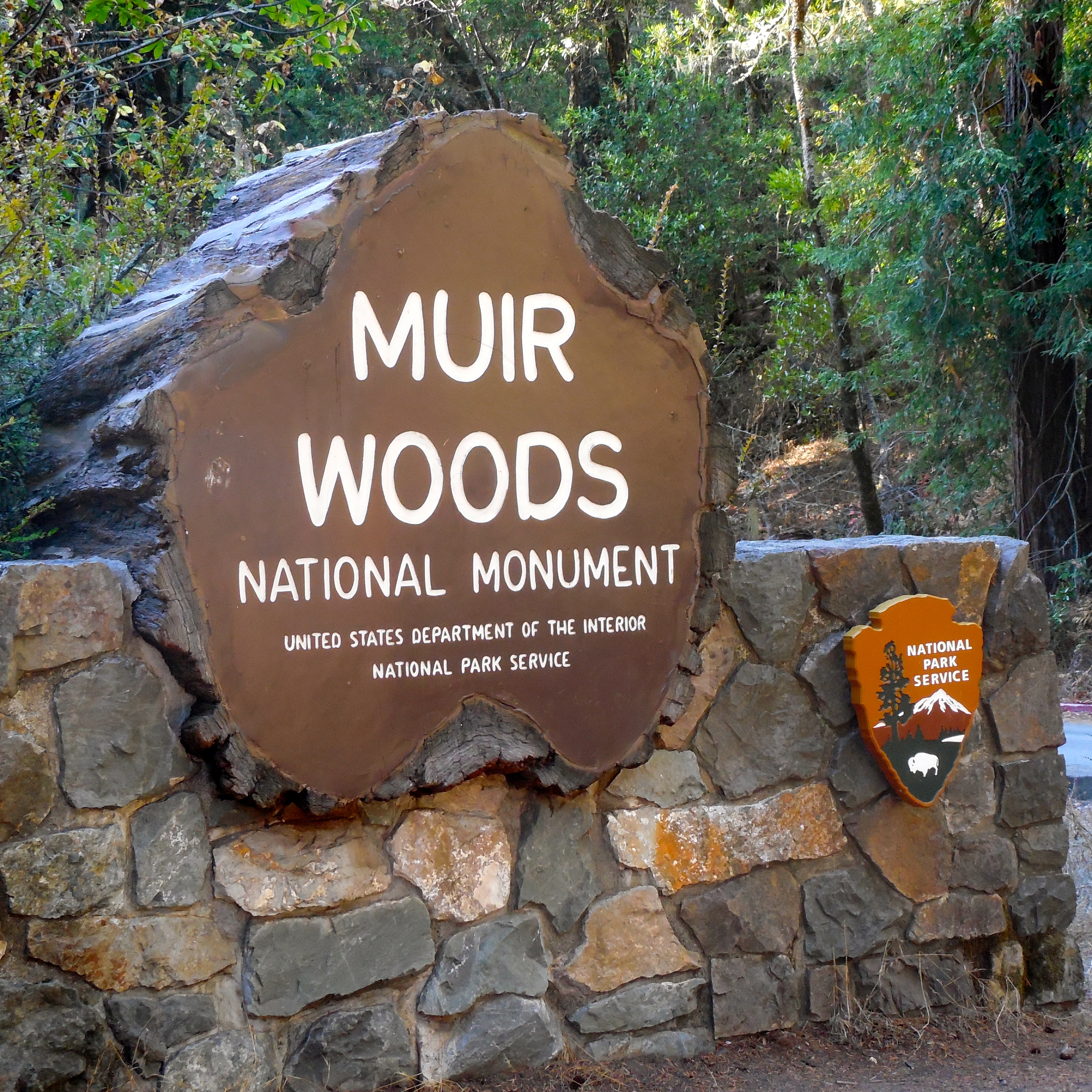
أشارة الدخول إلى نصب موير وودز الوطني

نظرًا لحقيقة وفاة الرئيس روزفلت، الذي كان من المفترض أن يستضيف المؤتمر، في 12 أبريل 1945، أقام المندوبون احتفالًا تذكاريًا في 19 مايو بين أشجار ريدوود الطويلة في نصب موير وودز الوطني في كاتدرائية غرو، حيث تم وضع لوحة تكريس. تكريما له.

### اللجنة التوجيهية
تم تشكيل لجنة توجيهية من رؤساء الوفود. وتم البت في جميع المسائل الهامة المتعلقة بالمبادئ والقواعد. على الرغم من أن كل دولة لديها ممثل واحد، إلا أن العضوية كانت كبيرة جدًا للعمل التفصيلي. لذلك كلفت لجنة تنفيذية مكونة من 14 رئيس وفد بتقديم توصيات إلى اللجنة التوجيهية.

### ميثاق الأمم المتحدة
تم تقسيم مسودة ميثاق الأمم المتحدة إلى أربعة أقسام، تمت دراسة كل قسم من قبل لجنة. كان أولها مسؤولاً عن أغراض المنظمة ومبادئها وعضويتها وأمانتها ومسألة تعديلات الميثاق. والنظر الثاني في مهام الجمعية العامة. والثالث تناول مجلس الأمن. أما الرابع فقد تناول تقييم مشروع النظام الأساسي لمحكمة العدل الدولية، الذي صاغه فريق من الخبراء القانونيين من 44 دولة، اجتمع في واشنطن في أبريل 1945.
راجع المندوبون في المؤتمر الميثاق، وأحيانًا أعادوا كتابة النص المتفق عليه في مؤتمر دمبارتون أوكس. واتفقت الوفود على دور للمنظمات الإقليمية تحت «مظلة» الأمم المتحدة. كما تمت مناقشة تحديد مسؤوليات الأمين العام، وكذلك إنشاء المجلس الاقتصادي والاجتماعي ومجلس الوصاية، مما أدى في النهاية إلى توافق في الآراء.
وقد ثبت أن مسألة حق النقض (الفيتو) للأعضاء الدائمين في مجلس الأمن تشكل عقبة في طريق السعي للتوصل إلى اتفاق بشأن ميثاق الأمم المتحدة. تخشى العديد من الدول أنه إذا افترض أحد «الدول الخمس الكبرى» سلوكًا يهدد السلام، فسيكون مجلس الأمن عاجزًا عن التدخل، ولكن في حالة وجود نزاع بين دولتين عضوين دائمين في المجلس، فيمكنهما المضي قدمًا بشكل تعسفي. لذلك أرادوا تقليص نطاق حق النقض. ومع ذلك أصرت القوى العظمى على أن هذا الحكم حيوي وشددت على حقيقة أن الأمم المتحدة تتحمل مسؤولية أكبر في الحفاظ على السلام العالمي. أخيرًا، حصلت القوى العظمى على مرادها.
في 25 يونيو، التقى المندوبون للمرة الأخيرة في جلسة عامة في أوبرا سان فرانسيسكو. رأس الجلسة ادوارد لورد هاليفاكس رئيس الوفد البريطاني. وأثناء تقديمه النص النهائي للميثاق للجمعية، قال: «ان المسألة التي نحن بصدد حلها بتصويتنا هي أهم شيء يمكن أن يحدث في حياتنا». لذلك، اقترح التصويت ليس برفع الأيدي ولكن من خلال الحصول على موقف المؤيدين. ثم وقف كل من الوفود وظل واقفًا، كما تجمع الحشد هناك. ثم كان هناك تصفيق حار عندما أعلن اللورد هاليفاكس أنه تم تبني الميثاق بالإجماع.
في اليوم التالي، في قاعة المحاضرات بقاعة المحاربين القدامى، وقع المندوبون على الميثاق. وقعت الصين أولاً، لأنها كانت الضحية الأولى لدول قوة المحور. قال الرئيس الأمريكي هاري إس ترومان في الخطاب الختامي:

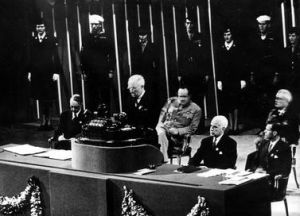
President Truman speaking at the conference

ثم أشار الرئيس هاري ترومان إلى أن الميثاق لن يعمل إلا إذا كانت شعوب العالم مصممة على إنجاحه:
لم تظهر الأمم المتحدة على الفور مع التوقيع على الميثاق لأنه في العديد من البلدان يجب أن يخضع الميثاق لموافقة برلمانية. تم الاتفاق على أن الميثاق سيدخل حيز التنفيذ عندما تصدق عليه حكومات الصين وفرنسا وبريطانيا والاتحاد السوفيتي والولايات المتحدة وأغلبية الدول الموقعة الأخرى وعندما أخطروا وزارة الخارجية الأمريكية تم التصديق عليها في 24 أكتوبر 1945.

## الدول المشاركة
| - الأرجنتين - أستراليا - بلجيكا - بوليفيا - البرازيل - كندا - تشيلي - الصين - كولومبيا - كوستاريكا - كوبا - حكومة تشيكوسلوفاكية في المنفى - الدنمارك | - جمهورية الدومنيكان - الاكوادور - مصر - السلفادور - إثيوبيا - الحكومة المؤقتة للجمهورية الفرنسية - اليونان - غواتيمالا - هايتي - هندوراس - إيران - العراق - لبنان | - ليبيريا - لوكسمبورغ - المكسيك - هولندا - نيكاراغوا - نيوزيلندا - النرويج - بنما - باراغواي - بيرو - الفلبين - السعودية - جنوب إفريقيا - تاريخ الجمهورية السورية الأولى | - تركيا - الاتحاد السوفييتي - جمهورية بيلاروس الاشتراكية السوفيتية - جمهورية أوكرانيا الاشتراكية السوفيتية - المملكة المتحدة - الهند[بحاجة لمصدر] - الولايات المتحدة - الأوروغواي - فنزويلا - يوغوسلافيا - بولندا |

المصدر: "ميثاق الأمم المتحدة والنظام الأساسي لمحكمة العدل الدولية" (PDF). الأمم المتحدة. 1945. مؤرشف من الأصل (PDF) في 2021-02-04.

## الاحتفالات
في عام 2019، أقرت الجمعية العامة بالذكرى السنوية الخامسة والسبعين للمؤتمر، وأعلنت يوم 25 أبريل يومًا دوليًا للمندوبين.

## روابط خارجية
- Records of the United Nations Conference on International Organization (UNCIO) (1945) at the United Nations Archives
- Guide to the United Nations Conference on International Organization Proceedings and sound recordings of proceedings online at the Hoover Institution Archives, Stanford University.
- President Truman's Address To Opening Session Of United Nations Conference On International Organization At San Francisco
- V. K. Wellington Koo's speech 'The Conference and China' to the Commonwealth Club of California at the Hoover Institution Archives, Stanford University.
- East and West from Political and External Affairs by F.L.W. Wood (Official history of New Zealand in World War II)
- San Francisco Conference